# Józef Anczarski
Józef Anczarski (ur. 12 lutego 1912 w Poczapach, zm. 23 czerwca 2002 w Świnoujściu) – ksiądz katolicki, pisarz, kaznodzieja, dokumentalista zbrodni popełnianych na Polakach i Żydach w czasie II wojny światowej w Małopolsce Wschodniej.

## Życiorys
Urodził się w rodzinie Kazimierza i Bronisławy. Po ukończeniu gimnazjum humanistycznego w Złoczowie wstąpił do lwowskiego seminarium duchownego w 1935, ponadto rozpoczął studia na Wydziale Teologicznym Uniwersytetu Jana Kazimierza we Lwowie. Uzyskał tytuł magistra teologii. Arcybiskup Bolesław Twardowski udzielił mu święceń kapłańskich w 1939. Anczarski pełnił posługę wikarego w parafii w Wiśniowczyku (od 25 września 1942 administrator tej parafii), rezydując przy kościele filialnym w Dobropolu. Jego ojciec został aresztowany przez NKWD i zamordowany w więzieniu w Złoczowie w 1941. Ze względu na oskarżenia złożone przez Ukraińców o prowadzenie polskiej działalności zbrojnej oraz za bojkotowanie apeli o wysyłanie Polaków na roboty do III Rzeszy, został aresztowany przez Niemców w 1943. Interwencja ks. Ludwika Staufera uchroniła go przed powieszeniem. Zagrożony ponownym aresztowaniem wyjechał z Wiśniowczyka i został przeniesiony do parafii w Skałacie, gdzie objął funkcję wikarego. Był jednym ze świadków niemiecko-radzieckich walk frontowych i rzezi Polaków. Następnie w marcu 1945 pełnił posługę duszpasterską w zniszczonym Tarnopolu. Ekspatriowany wraz z Polakami na Ziemie Zachodnie w 1946.
Pracował początkowo we Wrocławiu-Muchoborzu, ale został tam w 1948 aresztowany przez władze komunistyczne za rzekome znęcanie się nad dziećmi robotników przynależących do partii. Po uwolnieniu w tym samym roku wyjechał do Gorzowa Wielkopolskiego, gdzie od 1949 pełnił funkcję zastępcy dyrektora Wydziału Duszpasterskiego kurii diecezji gorzowskiej, a 5 lat później awansował na stanowisko dyrektora tej instytucji. Jednocześnie pracował jako dyrektor referatu Miłosierdzia Chrześcijańskiego, diecezjalny referent maryjny, referent do spraw zakonnych i wizytator żeńskich domów zakonnych, członek diecezjalnej komisji muzyki i śpiewu kościelnego, wizytator parafii przed wizytacjami biskupa, członek komitetu redakcyjnego „Gorzowskich Wiadomości Kościelnych”, diecezjalny kronikarz, współpracownik „Tygodnika Katolickiego”, członek Wydziału Nauki Katolickiej. Rozpoczął tam na szeroką skalę akcję pisarską i kaznodziejską dla duchowieństwa polskiego. Wydał łącznie 50 tomów zbiorów kazań i homilii. Propagator kultu maryjnego. Złożył rezygnację w 1963, wyjeżdżając na urlop do Ziemi Świętej i Włoch. Został proboszczem w Trzebiatowie w 1966, a następnie w Świnoujściu. Przeszedł na emeryturę w 1973, kontynuując nadal pracę pisarską i kaznodziejską. Był nakłaniany przez władze państwowe i Służbę Bezpieczeństwa do współpracy w zamian za odznaczenia i korzyści finansowe, ale zawsze odmawiał.
Najważniejszą jego publikacją są Kronikarskie zapisy z lat cierpień i grozy w Małopolsce Wschodniej 1939 – 1946, dokumentujące życie Polaków w województwach tarnopolskim, stanisławowskim i lwowskim w czasie okupacji sowieckiej i niemieckiej. Istotną ich część stanowią także relacje dokumentujące ludobójstwo Polaków i Żydów, którego dopuścili się nacjonaliści ukraińscy z OUN-UPA. Publikacja ta otrzymała I nagrodę w konkursie „Kresy Wschodnie pod okupacją 1939 – 1945", zorganizowanym przez Pracownię Dziejów Ziem Wschodnich II Rzeczypospolitej w Instytucie Studiów Politycznych PAN i Archiwum Wschodniego w Warszawie.
Został pochowany na świnoujskim cmentarzu przy ul. Karsiborskiej.